# Třída Narwhal
Třída Narwhal byla třída oceánských diesel-elektrických ponorek námořnictva Spojených států amerických. Do roku 1931 byly klasifikovány jako křižníkové ponorky. Celkem byly postaveny dvě jednotky této třídy. Ve službě byly v letech 1930–1945. Za druhé světové války sloužily jako transportní ponorky. Po válce byly vyřazeny.

## Stavba
Celkem byly v letech 1927–1930 postaveny dvě jednotky této třídy. První postavila loděnice Portsmouth Naval Shipyard v Kittery ve státě Maine a druhou loděnice Mare Island Naval Shipyard ve Vallejo v Kalifornii.
Jednotky třídy Narwhal:
| Jméno                 | Loděnice                   | Založení kýlu | Spuštěna          | Vstup do služby  | Osud                                                   |
| --------------------- | -------------------------- | ------------- | ----------------- | ---------------- | ------------------------------------------------------ |
| USS Narwhal (SS-167)  | Portsmouth Naval Shipyard  | 1927          | 17. prosince 1929 | 15. května 1930  | Do roku 1931 pojmenována USS V5 (SC-1), vyřazena 1945. |
| USS Nautilus (SS-168) | Mare Island Naval Shipyard | 1927          | 15. března 1930   | 1. července 1930 | Do roku 1931 pojmenována USS V6 (SC-2), vyřazena 1945. |

## Konstrukce

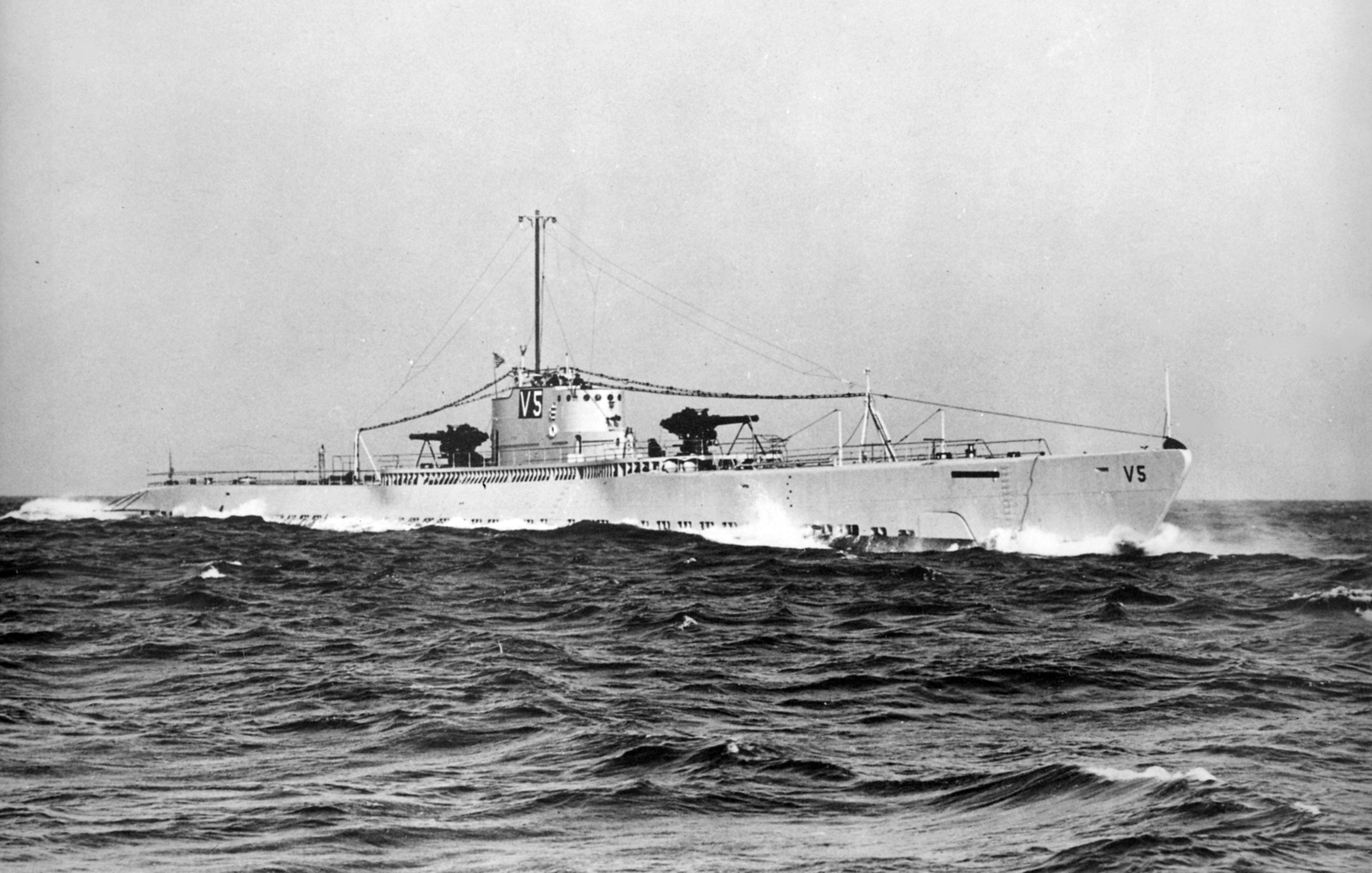
USS Narwhal (SS-167)

Konstrukčně ponorky vycházely z předcházející minové ponorky USS Argonaut (SM-1). Měly dvojitý trup. Byly vyzbrojeny dvěma 152mm kanóny, dvěma 12,7mm kulomety a šesti 533mm torpédomety (čtyři na přídi a dva na zádi). Mohly naložit až 12 torpéd. Pohonný systém tvořily dva hlavní diesely MAN (pro plavbu na hladině) a dva pomocné diesel-generátory MAN o výkonu 5633 hp (pro nabíjení baterií) a dva elektromotory MAN o výkonu 1600 hp, pohánějící dva lodní šrouby. Nejvyšší rychlost na hladině dosahovala 17,4 uzlu a pod hladinou 8 uzlů. Dosah byl 18 000 námořních mil při rychlosti 10 uzlů na hladině a 50 námořních mil při rychlosti 5 uzlů pod hladinou. Operační hloubka ponoru byla až 100 metrů.

### Modernizace

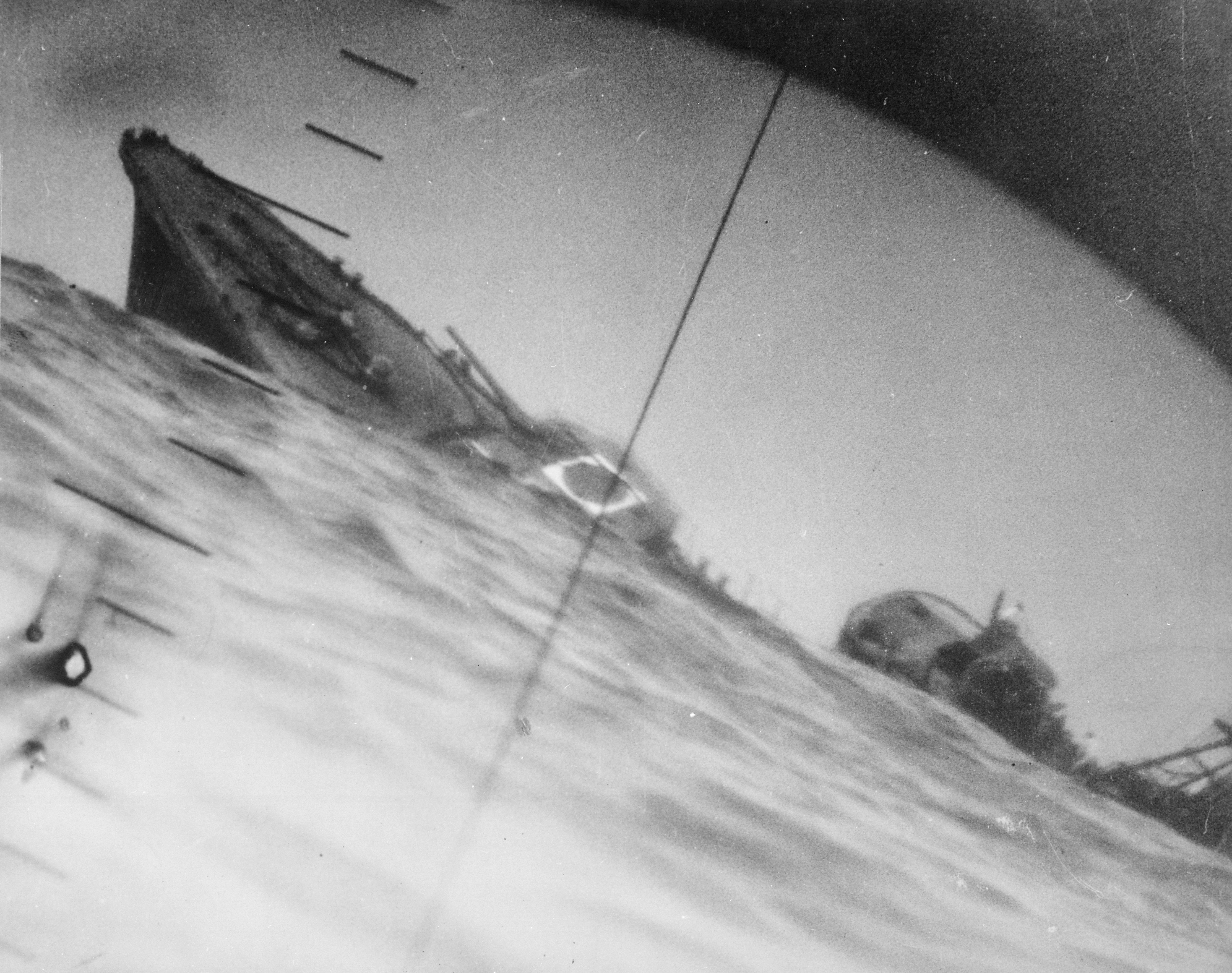
Potápějící se japonský torpédoborec Jamakaze viděný periskopem ponorky USS Nautilus (SS-168)

V letech 1940–1941 dostaly výkonnější motory. Později byly upraveny pro plnění transportních úkolů. Počet torpédometů se zmenšil na čtyři.